# Campionato europeo maschile di pallacanestro Under-18 1992
Il 15º Campionato europeo di pallacanestro maschile Under-18 (noto anche come FIBA Europe Under-18 Championship 1992) si è svolto in Ungheria, presso Budapest, Zalaegerszeg e Szolnok, dal 16 al 23 luglio 1992.

## Squadre partecipanti
- Israele
- Francia
- Grecia
- Italia
- Comunità degli Stati Indipendenti
- Finlandia

- Polonia
- Ungheria
- Belgio
- Germania
- Spagna

## Primo turno
Le squadre sono divise in 2 gruppi uno da 6 squadre e un altro da 5, con gironi all'italiana. Le prime quattro si qualificano per la fase successiva ad eliminazione diretta, mentre le ultime giocano per il 9-12 posto.

### Gruppo A
| Team                                 | Pt | V - P | PF - PS   | Dp   |
| ------------------------------------ | -- | ----- | --------- | ---- |
| 1. Grecia                            | 9  | 4 - 1 | 475 - 401 | +74  |
| 2. Comunità degli Stati Indipendenti | 9  | 4 - 1 | 486 - 405 | +81  |
| 3. Spagna                            | 8  | 3 - 2 | 482 - 438 | +44  |
| 4. Israele                           | 8  | 3 - 2 | 396 - 396 | 0    |
| 5. Polonia                           | 6  | 1 - 4 | 392 - 431 | -39  |
| 6. Ungheria                          | 5  | 0 - 5 | 337 - 497 | -160 |

### Gruppo B
| Team         | Pt | V - P | PF - PS   | Dp  |
| ------------ | -- | ----- | --------- | --- |
| 1. Italia    | 8  | 4 - 0 | 349 - 264 | +85 |
| 2. Francia   | 7  | 3 - 1 | 315 - 283 | +32 |
| 3. Finlandia | 6  | 2 - 2 | 320 - 331 | -11 |
| 4. Germania  | 5  | 1 - 3 | 317 - 338 | -21 |
| 5. Belgio    | 4  | 0 - 4 | 252 - 337 | -85 |

## Fase a eliminazione diretta

### Tabellone 1º-4º posto
|  | Semifinali 1º/4º posto            | Semifinali 1º/4º posto            | Semifinali 1º/4º posto |        |         | Finale 1º/2º posto                | Finale 1º/2º posto                | Finale 1º/2º posto |  |
|  |                                   |                                   |                        |        |         |                                   |                                   |                    |  |
|  | Grecia                            | Grecia                            | 82                     |        |         |                                   |                                   |                    |  |
|  | Grecia                            | Grecia                            | 82                     |        |         |                                   |                                   |                    |  |
|  | Francia                           | Francia                           | 87                     |        |         |                                   |                                   |                    |  |
|  | Francia                           | Francia                           | 87                     |        | Francia | Francia                           | 94                                |                    |  |
|  |                                   |                                   |                        |        | Francia | Francia                           | 94                                |                    |  |
|  |                                   |                                   | Italia                 | Italia | 83      |                                   |                                   |                    |  |
|  | Italia                            | Italia                            | Italia                 | Italia | 83      | 93                                |                                   |                    |  |
|  | Italia                            | Italia                            |                        |        |         | 93                                |                                   |                    |  |
|  | Comunità degli Stati Indipendenti | Comunità degli Stati Indipendenti | 90                     |        |         | Finale 3º/4º posto                | Finale 3º/4º posto                | Finale 3º/4º posto |  |
|  | Comunità degli Stati Indipendenti | Comunità degli Stati Indipendenti | 90                     |        |         |                                   |                                   |                    |  |
|  |                                   |                                   |                        |        |         |                                   |                                   |                    |  |
|  |                                   |                                   |                        |        |         | Grecia                            | Grecia                            | 108                |  |
|  |                                   |                                   |                        |        |         | Grecia                            | Grecia                            | 108                |  |
|  |                                   |                                   |                        |        |         | Comunità degli Stati Indipendenti | Comunità degli Stati Indipendenti | 113                |  |

### Tabellone 5º-8º posto
|  | Semifinali 5º/8º posto | Semifinali 5º/8º posto | Semifinali 5º/8º posto |         |        | Finale 5º/6º posto | Finale 5º/6º posto | Finale 5º/6º posto |  |
|  |                        |                        |                        |         |        |                    |                    |                    |  |
|  | Spagna                 | Spagna                 | 102                    |         |        |                    |                    |                    |  |
|  | Spagna                 | Spagna                 | 102                    |         |        |                    |                    |                    |  |
|  | Germania               | Germania               | 93                     |         |        |                    |                    |                    |  |
|  | Germania               | Germania               | 93                     |         | Spagna | Spagna             | 101                |                    |  |
|  |                        |                        |                        |         | Spagna | Spagna             | 101                |                    |  |
|  |                        |                        | Israele                | Israele | 111    |                    |                    |                    |  |
|  | Finlandia              | Finlandia              | Israele                | Israele | 111    | 76                 |                    |                    |  |
|  | Finlandia              | Finlandia              |                        |         |        | 76                 |                    |                    |  |
|  | Israele                | Israele                | 78                     |         |        | Finale 7º/8º posto | Finale 7º/8º posto | Finale 7º/8º posto |  |
|  | Israele                | Israele                | 78                     |         |        |                    |                    |                    |  |
|  |                        |                        |                        |         |        |                    |                    |                    |  |
|  |                        |                        |                        |         |        | Germania           | Germania           | 98                 |  |
|  |                        |                        |                        |         |        | Germania           | Germania           | 98                 |  |
|  |                        |                        |                        |         |        | Finlandia          | Finlandia          | 85                 |  |

### Tabellone dal 9º al 11º posto
|  | Semifinali 10º/11º posto | Semifinali 10º/11º posto | Semifinali 10º/11º posto |         |        | Finale 9º/10º posto | Finale 9º/10º posto | Finale 9º/10º posto |  |
|  |                          |                          |                          |         |        |                     |                     |                     |  |
|  | Belgio                   | Belgio                   | 78                       |         |        |                     |                     |                     |  |
|  | Belgio                   | Belgio                   | 78                       |         |        |                     |                     |                     |  |
|  | Ungheria                 | Ungheria                 | 76                       |         |        |                     |                     |                     |  |
|  | Ungheria                 | Ungheria                 | 76                       |         | Belgio | Belgio              | 74                  |                     |  |
|  |                          |                          |                          |         | Belgio | Belgio              | 74                  |                     |  |
|  |                          |                          | Polonia                  | Polonia | 94     |                     |                     |                     |  |
|  | Polonia                  |                          | Polonia                  | Polonia | 94     |                     |                     |                     |  |
|  |                          |                          |                          |         |        |                     |                     |                     |  |
|  |                          |                          |                          |         |        | 11º posto           |                     |                     |  |
|  |                          |                          |                          |         |        |                     |                     |                     |  |
|  |                          |                          |                          |         |        |                     |                     |                     |  |
|  |                          |                          |                          |         |        | Ungheria            |                     |                     |  |
|  |                          |                          |                          |         |        |                     |                     |                     |  |
|  |                          |                          |                          |         |        |                     |                     |                     |  |

## Classifica finale
| Campione d'Europa | Campione d'Europa                 | Campione d'Europa |
| ----------------- | --------------------------------- | ----------------- |
| Francia           |                                   |                   |
| Argento           | Italia                            |                   |
| Bronzo            | Comunità degli Stati Indipendenti |                   |
| 4.                | Grecia                            |                   |
| 5.                | Israele                           |                   |
| 6.                | Spagna                            |                   |
| 7.                | Germania                          |                   |
| 8.                | Finlandia                         |                   |
| 9.                | Polonia                           |                   |
| 10.               | Belgio                            |                   |
| 11.               | Ungheria                          |                   |